# Destination Eurovision 2019
La seconda edizione di Destination Eurovision si è tenuta tra il 12 e il 26 gennaio 2019 ed è stata presentata per il secondo anno consecutivo dal cantante franco-canadese Garou.
Anche quest'anno il concorso si è svolto presso lo Studio Visual – Bât 210 a Saint-Denis.
La competizione è stata vinta dal cantautore Bilal Hassani con Roi.

## Organizzazione

### Format
La competizione è articolata in tre serate: due semifinali (tenutesi in diretta il 12 e 19 gennaio 2018) e una finale tenutasi in diretta il 26 gennaio 2018.
Come l'anno passato, in ogni semifinale partecipano nove cantanti in gara, ma solo quattro vengono ammesse alla serata finale.
Nelle semifinali il risultato viene determinato da una giuria internazionale composta da cinque membri e dal televoto.
Nella finale il risultato viene determinato dal televoto (per il 50%) e da una giuria internazionale composta da dieci membri (per il restante 50%).

### Composizione delle giurie

#### Giuria internazionale
Per ogni semifinale la giuria internazionale è composta da cinque rappresentanti di vari paesi, mentre per la finale la giuria internazionale è composta da dieci membri
La giuria internazionale per la prima semifinale è composta da:
- Armenia - David Tserunyan (Capodelegazione dell'Armenia all'Eurovision Song Contest)
- Israele - Tali Eshkoli
- Portogallo - Carla Bugalho Trindade (Co-produttrice dell'Eurovision Song Contest 2018)
- Serbia - Sanja Vučić (Rappresentante della Serbia all'Eurovision Song Contest 2016)
- Regno Unito - Paul Jordan

La giuria internazionale per la seconda semifinale è composta da:
- Armenia - Anushik Ter-Ghukasyan
- Austria - Zoë Straub (Rappresentante dell'Austria all'Eurovision Song Contest 2016)
- Rep. Ceca - Mikolas Josef (Rappresentante della Repubblica Ceca all'Eurovision Song Contest 2018)
- Georgia - Natia Mshvenieradze (Capodelegazione della Georgia all'Eurovision Song Contest)
- Svezia - Christer Björkman (Capodelegazione della Svezia all'Eurovision Song Contest, rappresentante della Svezia all'Eurovision Song Contest nel 1992 e produttore del Melodifestivalen)

La giuria internazionale per la serata finale è composta da:
- Albania - Rona Nishliu (Rappresentante dell'Albania all'Eurovision Song Contest 2012)
- Bielorussia - Olga Salamakha (Capodelegazione della Bielorussia all'Eurovision Song Contest)
- Cipro - Aléxandros Panayí (Rappresentante di Cipro all'Eurovision Song Contest nel 1995 come solista e nel 2000 con i Voice)
- Germania - Christoph Pellander (Capo delegazione della Germania all'Eurovision Song Contest)
- Irlanda - Michael Kealy (Capodelegazione dell'Irlanda all'Eurovision Song Contest)
- Israele - Doron Medalie (Compositore di Toy, brano vincitore dell'Eurovision Song Contest 2018)
- Italia - Nicola Caligiore (Capodelegazione dell'Italia all'Eurovision Song Contest)
- Russia - Ekaterina Orlova (Produttrice di trasmissioni musicali)
- Spagna - Beatriz Luengo (Attrice, cantante e ballerina)
- Svizzera - Reto Peritz (Capodelegazione della Svizzera all'Eurovision Song Contest)

## Partecipanti
| Artista            | Canzone                              | Lingua                      | Compositori                                                                 |
| ------------------ | ------------------------------------ | --------------------------- | --------------------------------------------------------------------------- |
| Aysat              | Comme une grande                     | Francese                    | Aysat, Mohamed Zayana                                                       |
| Battista Acquaviva | Passiò                               | Corso                       | Florent Bidoyen, Théodore Eristoff, Battista Acquaviva                      |
| Bilal Hassani      | Roi                                  | Francese, inglese           | Bilal Hassani, Madame Monsieur, Medeline                                    |
| Chimène Badi       | Là-haut                              | Francese                    | Yseult, Yacine Azeggagh, Corson, Boban Apostolov                            |
| Doutson            | Sois un bon fils                     | Francese                    | Mamadou Niakate, Jean-Pascal Anziani, Ryad Bouchami, Caz B                  |
| Emmanuel Moire     | La promesse                          | Francese                    | Emmanuel Moire                                                              |
| Florina            | In the Shadow                        | Francese, inglese           | Manon Romiti, Silvio Lisonne, Pierre-Laurent Faure, Adrien Levron           |
| Gabriella Laberge  | On cherche encore (Never Get Enough) | Francese, inglese           | Gabriella Laberge, Christian Sbrocca, Richard Turcotte, Zander Howard Scott |
| Lautner            | J'ai pas le temps                    | Francese                    | John Mamann, Johnny Goldstein, Koby Hass, Sophie Tapie                      |
| Mazy               | Oulala                               | Francese                    | Julie Mazi                                                                  |
| Naestro            | Le brasier                           | Francese                    | Mark Hekic, Alexandra Maquet, Thierry Leteurtre                             |
| Noémie             | Ma petite famille                    | Francese                    | Cehashi, Noémie, Youssoupha                                                 |
| PhilipElise        | Madame la paix                       | Francese                    | Elise Philip, Guillaume Soulan                                              |
| Seemone            | Tout les deux                        | Francese                    | Fabrice Mantegna, Alexandre Mazarguil, Léa Simoncini                        |
| Silvàn Areg        | Allez leur dire                      | Francese                    | Caz B, Mamadou Niakate, Erick Ness                                          |
| The Divaz          | La voix d'Aretha                     | Francese, inglese           | Yacine Azeggagh, Marielle Hervé                                             |
| Tracy De Sá        | Por aqui                             | Francese, inglese, spagnolo | Tiery-F, Tracy De Sá                                                        |
| Ugo                | Ce qui me blesse                     | Francese                    | Ugo Benterfa, Vicken Sayrin                                                 |

## Semifinali

### Prima semifinale
La prima semifinale è andata in onda il 12 gennaio 2019. In aggiunta alla loro canzone in gara, ogni partecipante ha cantato una cover di una canzone famosa.
| N. | Artista           | Canzone           | Cover (cantante originale)                     | Giuria | Televoto | Totale | Posizione |
| -- | ----------------- | ----------------- | ---------------------------------------------- | ------ | -------- | ------ | --------- |
| 1  | Naestro           | Le brasier        | Perfect (Ed Sheeran)                           | 12     | 8        | 20     | 9         |
| 2  | Florina           | In the Shadow     | Hymne à l'amour (Édith Piaf)                   | 0      | 21       | 21     | 8         |
| 3  | Chimène Badi      | Là-haut           | Non, je ne regrette rien (Édith Piaf)          | 22     | 44       | 66     | 2         |
| 4  | Battista Acquavia | Passiò            | Parla più piano (Gianni Morandi)               | 2      | 29       | 31     | 7         |
| 5  | Silvàn Areg       | Allez leur dire   | Un homme debout (Claudio Capéo)                | 38     | 21       | 59     | 3         |
| 6  | Bilal Hassani     | Roi               | Carmen (Stromae)                               | 58     | 57       | 115    | 1         |
| 7  | Aysat             | Comme un grande   | Dancing Queen (ABBA)                           | 34     | 6        | 40     | 4         |
| 8  | Lauther           | J'ai pas le temps | J'ai cherché (Amir)                            | 26     | 9        | 35     | 5         |
| 9  | Mazy              | Oulala            | Si seulement je pouvais lui manquer (Calogero) | 18     | 15       | 33     | 6         |

### Seconda semifinale
La seconda semifinale è andata in onda il 19 gennaio 2019. In aggiunta alla loro canzone in gara, ogni partecipante ha cantato una cover di una canzone famosa.
| N. | Artista           | Canzone                              | Cover (cantante originale)           | Giuria | Televoto | Totale | Posizione |
| -- | ----------------- | ------------------------------------ | ------------------------------------ | ------ | -------- | ------ | --------- |
| 1  | Gabriella Laberge | On cherche encore (Never Get Enough) | L'encre de tes yeux (Francis Cabrel) | 14     | 18       | 32     | 6         |
| 2  | The Divaz         | La voix d'Aretha                     | Respect (Aretha Franklin)            | 26     | 28       | 54     | 3         |
| 3  | Ugo               | Ce qui me blesse                     | Résiste (France Gall)                | 30     | 8        | 38     | 5         |
| 4  | Tracy de Sá       | Por aqui                             | Lose Yourself (Eminem)               | 2      | 13       | 15     | 8         |
| 5  | Emmanuel Moire    | La promesse                          | Take on Me (a-ha)                    | 28     | 56       | 84     | 2         |
| 6  | Noémie            | Ma petite famille                    | Wonderwall (Oasis)                   | 8      | 6        | 14     | 9         |
| 7  | Seemone           | Tout les deux                        | Magnolias for Ever (Claude François) | 60     | 53       | 113    | 1         |
| 8  | Douston           | Sois un bon fils                     | Femme libérée (Cookie Dingler)       | 24     | 15       | 39     | 4         |
| 9  | PhilipElise       | Madame la paix                       | J'veux du soleil (Au P'tit Bonheur)  | 18     | 13       | 31     | 7         |

## Finale
La finale è andata in onda in diretta il 26 gennaio 2019. In aggiunta alla loro canzone in gara, ogni partecipante si è esibito con una cover di un brano che ha partecipato all'Eurovision Song Contest.
| N. | Artista        | Canzone          | Cover (cantante originale)                        | Giuria | Televoto | Totale | Posizione |
| -- | -------------- | ---------------- | ------------------------------------------------- | ------ | -------- | ------ | --------- |
| 1  | Chimène Badi   | Là-haut          | Ne partez pas sans moi (Céline Dion)              | 56     | 63       | 119    | 3         |
| 2  | Silvàn Areg    | Allez leur dire  | C'est le dernier qui a parlé qui a raison (Amina) | 76     | 26       | 102    | 5         |
| 3  | The Divaz      | La voix d'Aretha | Waterloo (ABBA)                                   | 44     | 48       | 92     | 6         |
| 4  | Emmanuel Moire | La promesse      | Euphoria (Loreen)                                 | 64     | 51       | 115    | 4         |
| 5  | Doutson        | Sois un bon fils | J'ai cherché (Amir)                               | 10     | 8        | 18     | 8         |
| 6  | Seemone        | Tout les deux    | L'oiseau et l'enfant (Marie Myriam)               | 94     | 62       | 156    | 2         |
| 7  | Bilal Hassani  | Roi              | Fuego (Eleni Foureira)                            | 50     | 150      | 200    | 1         |
| 8  | Aysat          | Comme une grande | Fairytale (Alexander Rybak)                       | 26     | 12       | 38     | 7         |

## All'Eurovision Song Contest

### Verso l'evento
Bilal Hassani, per sponsorizzare il proprio brano, ha preso parte al Melfest WKND Pre-Party (Stoccolma, 8 marzo 2019), all'Eurovision in Concert (Amsterdam, 6 aprile 2019) e al London Eurovision Party (Londra, 14 Aprile 2019). È stato inoltre ospite al Vidbir 2019, la selezione nazionale ucraina per l'Eurovision Song Contest.
Il 28 gennaio 2019 si è tenuto il sorteggio che ha determinato la composizione delle due semifinali. Tuttavia, in quanto membro dei Big Five, la Francia ha avuto accesso diretto alla serata finale con il diritto di voto nella prima semifinale.
Il 17 maggio 2019, con la decisione dell'ordine di esibizione della finale, la nazione è stata posta al 21º posto, dopo l'azero Chingiz e prima dell'italiano Mahmood.

### Performance
Le prove generali si sono tenute il 10 e 15 maggio, seguite dalle prove costume il 13 e il 16 maggio, includendo l'esibizione per le giurie del 17 maggio, dove le varie giurie nazionali hanno visto e votato i partecipanti della finale.
La performance ha subito alcuni cambiamenti rispetto a quella della selezione nazionale: il cantante, in completo bianco con una lunga parrucca bionda, è al centro della scena, affiancato dalla ballerina non udente Lin Ching Lan e dalla ballerina oversize Lizzy H., mentre il display retrostante proietta immagini sulla storia e dei retroscena delle due ballerine.
La Francia si è esibita 21ª nella serata finale, classificandosi 16ª con 106 punti.

### Giuria e commentatori
La giuria francese per l'Eurovision Song Contest 2019 è stata composta da:
- Bruno Berberes, direttore artistico e presidente di giuria;
- Bintily Diallo, giornalista musicale;
- Lionel Maurel, responsabile di contenuti video;
- Mohamed Zayana, manager e produttore discografico;
- Delphine Elbé, cantante e paroliera.

Le semifinali dell'evento sono state trasmesse sul canale televisivo France 4, con il commento di André Manoukian e Sandy Héribert, mentre la finale è stata trasmessa da France 2 con il commento di Stéphane Bern e André Manoukian.
La portavoce dei voti della giuria in finale è stata Julia Molkhou.

### Voto

#### Punti assegnati alla Francia
| Giurie 13° (67 punti)   | Giurie 13° (67 punti)        | Giurie 13° (67 punti)                             | Giurie 13° (67 punti)                                | Giurie 13° (67 punti)         |
| 12                      | 10                           | 8                                                 | 7                                                    | 6                             |
| ----------------------- | ---------------------------- | ------------------------------------------------- | ---------------------------------------------------- | ----------------------------- |
|                         | - Australia                  | - Belgio                                          |                                                      | - Polonia                     |
| 5                       | 4                            | 3                                                 | 2                                                    | 1                             |
| - Austria - Georgia     | - Cipro - Germania           | - Albania - Croazia - Estonia - Italia - Slovenia | - Israele - Regno Unito - Repubblica Ceca - Svizzera | - Islanda - Serbia            |
| Televoto 18° (36 punti) |                              |                                                   |                                                      |                               |
| 12                      | 10                           | 8                                                 | 7                                                    | 6                             |
|                         | - Belgio                     |                                                   |                                                      |                               |
| 5                       | 4                            | 3                                                 | 2                                                    | 1                             |
|                         | - Armenia - Israele - Spagna | - Australia - Cipro - Svizzera                    | - Italia - Portogallo                                | - Grecia - Romania - Ungheria |

#### Punti assegnati dalla Francia
| Punti | Giuria          | Televoto   |
| ----- | --------------- | ---------- |
| 12    | Islanda         | Portogallo |
| 10    | Ungheria        | Islanda    |
| 8     | Repubblica Ceca | Polonia    |
| 7     | Australia       | Australia  |
| 6     | Cipro           | Serbia     |
| 5     | Grecia          | Belgio     |
| 4     | Bielorussia     | Georgia    |
| 3     | Serbia          | Grecia     |
| 2     | Georgia         | Slovenia   |
| 1     | Estonia         | Estonia    |

| Punti | Giuria             | Televoto    |
| ----- | ------------------ | ----------- |
| 12    | Paesi Bassi        | Israele     |
| 10    | Svezia             | Italia      |
| 8     | Italia             | Norvegia    |
| 7     | Macedonia del Nord | Spagna      |
| 6     | Azerbaigian        | Australia   |
| 5     | Islanda            | Paesi Bassi |
| 4     | Australia          | Danimarca   |
| 3     | Repubblica Ceca    | Russia      |
| 2     | Svizzera           | Svizzera    |
| 1     | Danimarca          | Islanda     |